# Aleksandr Yegórov
Aleksandr Ilich Yegórov (ruso: Алекса́ндр Ильи́ч Его́ров; 13 de octubrejul./ 25 de octubre de 1883greg. - 22 de febrero de 1939) fue un comandante militar soviético, Mariscal de la Unión Soviética y víctima de la Gran Purga de Iósif Stalin a finales de los años 30. 

## Biografía
Yegórov (algunas veces transliterado Egorov) nació en una familia campesina cerca de Samara, en la Rusia central. Ingresó en el ejército en 1901, graduándose como oficial en 1905. Durante la Primera Guerra Mundial alcanzó el grado de teniente coronel y fue herido en cinco ocasiones. En 1904 se afilió al Partido Social-Revolucionario, pero tras la toma del poder por parte de los bolcheviques en la Revolución de octubre de 1917 aceptó el nuevo régimen y se convirtió en comandante del Ejército Rojo.
Durante la guerra civil rusa, Yegórov fue comandante del Frente del Sur del Ejército Rojo y jugó un papel importante en la derrota de las fuerzas blancas en Ucrania. En 1920 Yegórov fue uno de los comandantes soviéticos durante la guerra polaco-soviética. En esta campaña fue un estrecho aliado de Stalin y de Semión Budionny. 
En 1925-1926 Yegórov fue enviado como consejero militar a China. En 1927 fue nombrado comandante del Ejército Rojo en Bielorrusia. En 1931 fue nombrado viceministro de Defensa y Jefe del Estado Mayor del Ejército Rojo. En 1934 fue elegido miembro candidato del Comité Central del Partido Comunista de la Unión Soviética. En 1935, con su creación, fue uno de los cinco militares ascendidos al grado de Mariscal de la Unión Soviética. 
Debido a sus viejas conexiones con Stalin y Budionny, Yegórov se sentía seguro de la ola de arrestos que vivió el Ejército Rojo en 1937 al comienzo de la Gran Purga estalinista. Oficialmente fue nombrado juez en el juicio a Mijaíl Tujachevski en junio de ese año, aunque es dudoso si ese juicio tuvo lugar. Pero el mismo Yegórov fue detenido en febrero de 1938 y ejecutado algún tiempo después (la fecha de febrero de 1939 fue anunciada oficialmente más tarde, aunque algunas fuentes soviéticas datan su muerte en 1941 como muy pronto). Fue rehabilitado por Nikita Jrushchov durante la desestalinización.
- Datos: Q291310
- Multimedia: Alexander Yegorov / Q291310